# Sida schimperiana
Sida schimperiana är en malvaväxtart som beskrevs av Ferdinand von Hochstetter och Achille Richard. Sida schimperiana ingår i släktet sammetsmalvor, och familjen malvaväxter. Inga underarter finns listade i Catalogue of Life.